# Historia de Apoquindo

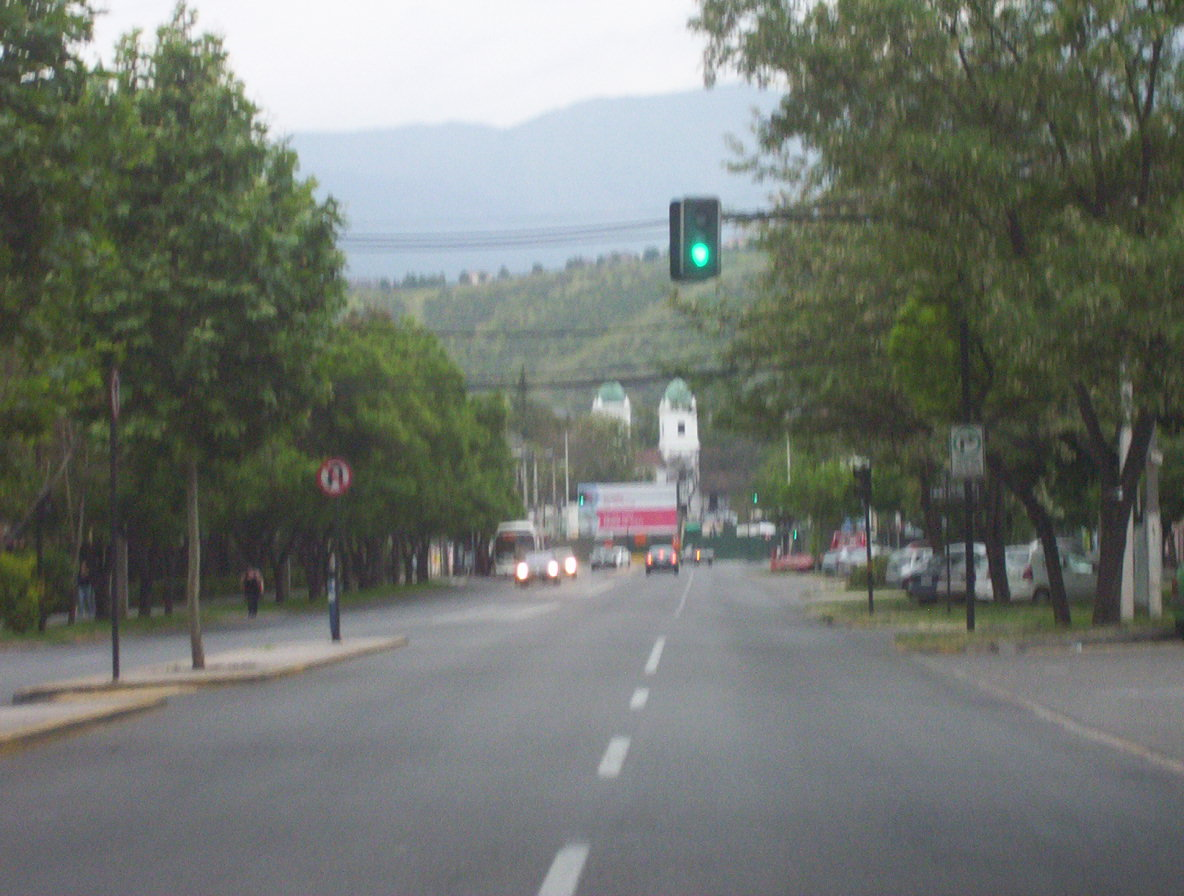
El final de la avenida Apoquindo con las torres de la Iglesia de San Vicente Ferrer al fondo. Detrás el cerro Apoquindo y al final la sierra de Ramón.

La región de Apoquindo ha tenido un largo devenir histórico.

## Desarrollo

### Primeros pobladores
Presencia de cazadores recolectores avanzados  6000 a. C. - 2500 a. C. En este periodo se produjo una extinción masiva de la fauna autoctóna por la caza masiva. Mastodontes como el hallado en la Quebrada de Ramón fueron exterminados en este periodo. También se encontró un guanaco gigante o paleolama. En aquel tiempo, la zona estaba cubierta de abundante pasto, hierbas y grandes árboles, que conformaba el hábitat de animales gigantes (magafauna) como el perezoso o megaterio americano, el mamut peludo, el mastodonte, el tigre dientes de sable, el paleolama y otros.
Abundaban animales menores, por ejemplo, el cérvido, el puma y el caballo americano. La cadena biológica silvestre se completaba con animales menores como la rata, el ratón, el conejo, el cuy, la vizcacha, el zorrino, el pato, etc.
De acuerdo a investigaciones, se cree que en la cuenca de Santiago los primeros grupos humanos se establecieron cerca del 10.000 a. C.; se trataba principalmente nómadas cazador-recolectores, que transitaban desde el litoral hacia el interior en búsqueda de guanacos durante la época de los deshielos cordilleranos. Cerca del año 800, comenzaron a instalarse los primeros habitantes sedentarios que formaron comunidades agrícolas junto al río Mapocho, cultivando principalmente de poroto, papa y maíz; asimismo, domesticaron los auquénidos de la zona.

### Periodo agroalfarero temprano
En 1964 se realizaron hallazgos de material arqueológico en la zona: en tareas de recolección superficial en el potrero "B" de La Dehesa registraron cerámica negra pulida y Aconcagua Salmón, torteros, cuentas de collar, cinco tembetás con forma discoidal con aletas, cilíndrico corto y de tarugo, tres orejeras, l0 fragmentos de tubos de pipav(quitra) y una pipa fragmentada descrita como "típicamente araucana"
Durante las construcciones de la zona de La Dehesa (avenidas El Gabino y Santa Blanca) se detectaron varios yacimientos arqueológicos que correspondían a ocupaciones monocomponentes con uno o más enterratorios adscribibles al período agroalfarero temprano y específicamente a la denominada tradición Bato. En la cuenca de Santiago, predominan los sitios Bato por sobre los Llolleo.
La relevancia de estos hallazgos radica en que modifican notoriamente la visión de un
patrón de asentamiento con una orientación eminentemente costera para la tradición Bato
y confirman un patrón para las prácticas mortuorias de esta, que se diferencia claramente de las de la Llolleo.
Se encontraron también túmulos rocosos o “casas de piedra” de este periodo en el borde e interior precordillerano, como en La Dehesa y El Arrayán de la cuenca del Mapocho, estero Cabeza de León o El Manzano, en el Cajón del Maipo. Carlos Fuenzalida, director de Protege, refiere que en la quebrada de Ramón se han encontrado palos quemados en roca, sitio arqueológico que podría corresponder a un lugar ritual; incluso en la cumbre del cerro de Ramón se han descubierto cerámicas que son claramente utensilios de los habitantes de estas zona.

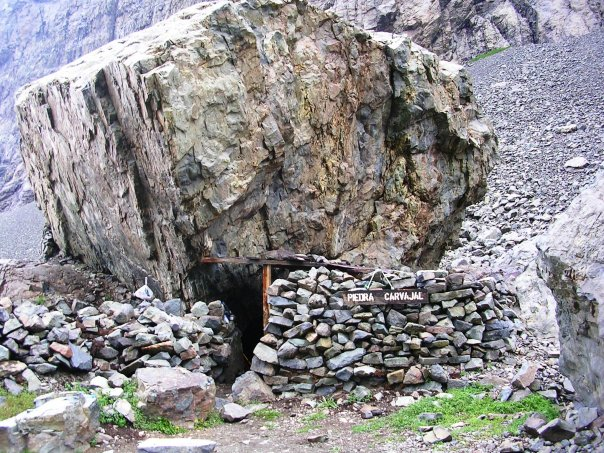
Casa Piedra Carvajal en el Santuario de la Naturaleza Yerba Loca

### Ocupación inca
Como resultado de la expansión inca, el curaca Huara-Huara (del mapudungun: Huara ‘Estrellas’) se establece en la orilla sur del río Mapocho, en lo que hoy en día son las zonas de Apoquindo, Vitacura y Lo Barnechea. Bajo el mando de Huara-Huara, estaba el toqui Butacura (Vitacura), que era el comandante del ejército. Su vicetoqui era Polobanda, que, como Huara-Huara, tiene una calle en su honor en la comuna de Las Condes. Butacura (del mapudungún: buta kura ‘piedra grande’) dio su nombre a la comuna de Vitacura.
Estando en pleno proceso de desarrollo esta metamorfosis productiva de la cuenca del MaipoMapocho, hicieron ingreso a la zona central de Chile los conquistadores españoles. En 1536, la expedición entró al valle del Mapocho, sometiendo a sus habitantes y ocupando de facto las tierras indígenas. Los distritos de irrigación prehispánicos fueron los terrenos más apetecidos. Recién a partir de 1545, comenzó a regularizarse el proceso mediante el otorgamiento de títulos de merced de tierras a los principales  conquistadores, inicialmente entregados por el propio gobernador Pedro de Valdivia y, luego por el Cabildo de Santiago. Muchos curacas y sus súbditos fueron repartidos en encomienda y llevados a residir a las propiedades de sus encomenderos, pero muchos continuaron habitando en sus antiguas chacras, con lo quese produjo un proceso de interdigitación entre propiedades españolas y heredades indígenas. Tanto hispanoscomo naturales siguieron usufructuando por mucho tiempo de las antiguas acequias construidas durante el período Tawantinsuyu.

### Conquista española
Cuando Inés de Suárez, la mujer que venía con Pedro de Valdivia, ordenó el 11 de septiembre de 1541 degollar al inca Quilicanta y a siete caciques prisioneros para amedrentar a Michimalonco, el toqui que estaba atacando e incendiando Santiago para rescatar a los curacas, no quedó claro si mató al cacique Apoquindo o al curaca del poblado de Apoquindo. Lo cierto es que en los distintos relatos de la época no hay registros de un curaca de ese nombre y que el jefe indio de la zona se llamaba Picuncahue; su caserío estaba en lo que es actualmente la clínica Las Condes.

#### Fundación de Santiago
La fundación de Santiago fue el primer acto de usurpación legal de tierras mapuche, que fue acompañado por el despojo de los lof de los indios huaicoches (del mapudungún: waykoche ‘gente que vive en zona de huaicos’), que tenían sus posesiones en las tierras ubicadas en las riberas del río Mapocho, las que se comenzaron a denominar La Dehesa del Rey. Después del desalojo, los huaicoches fueron llevados a Tango, luego los trasladados a Peñalolén y finalmente se los incorporó al pueblo de indios de Apoquindo.
Entre estos pequeños poblados se encontraban Picuncahue, Lo Fontecilla, Tabancura que pasó a llamarse Las Mercedes, Mollecura, Vitacura, Tobalaba y, por supuesto, Apoquindo, donde hoy está Los Dominicos, hasta la avenida Vital Apoquindo donde se encuentran los baños termanles.

#### Acequias incas al oriente de Santiago
Al oriente de Santiago había una acequia construida durante la cultura Aconcagua por los mitimaes y el poblado de Apoquindo que se prolongó hasta la nueva ciudad. Cuando el gobernador ordenó recorrer las localidades cordilleranos que se divisaban desde el cerro Huelén se encontraron varios poblados con rucas de quincha, empalizada embarrada y techo de totora que no sobrepasaban las treinta, cercanas a las vertientes (Baños de Apoquindo|Vital Apoquindo) y en medio del tupido y frondoso bosque nativo formado por quillayes, peumos, lumas, pataguas, robles y canelos.
A la llegada de los españoles estas tierras pertenecían al curaca del sector de Apoquindo llamado Picuncahue y en ellas había una gran población indígena. Pedro de Valdivia estableció una encomienda a favor de Inés de Suárez en estas posesiones, de acuerdo a los siguientes términos:

"El Cacique de Apoquindo con todos sus principales e indios sujetos que tienen su asiento en el Valle del Mapocho".
Pedro de Valdivia

Inés de Suárez contrajo matrimonio con Rodrigo de Quiroga, quedando para los descendientes de él, ya que no tuvieron hijos. En el siglo XVIII perteneció a Antonio Chacón y Quiroga y luego a su hija Constanza, quedando vacante a su muerte en 1717; posteriormente fue concedido a Francisco Antonio Avaria y después dividido en chacras; Apoquindo le tocó a Juan Bautista Pastene.

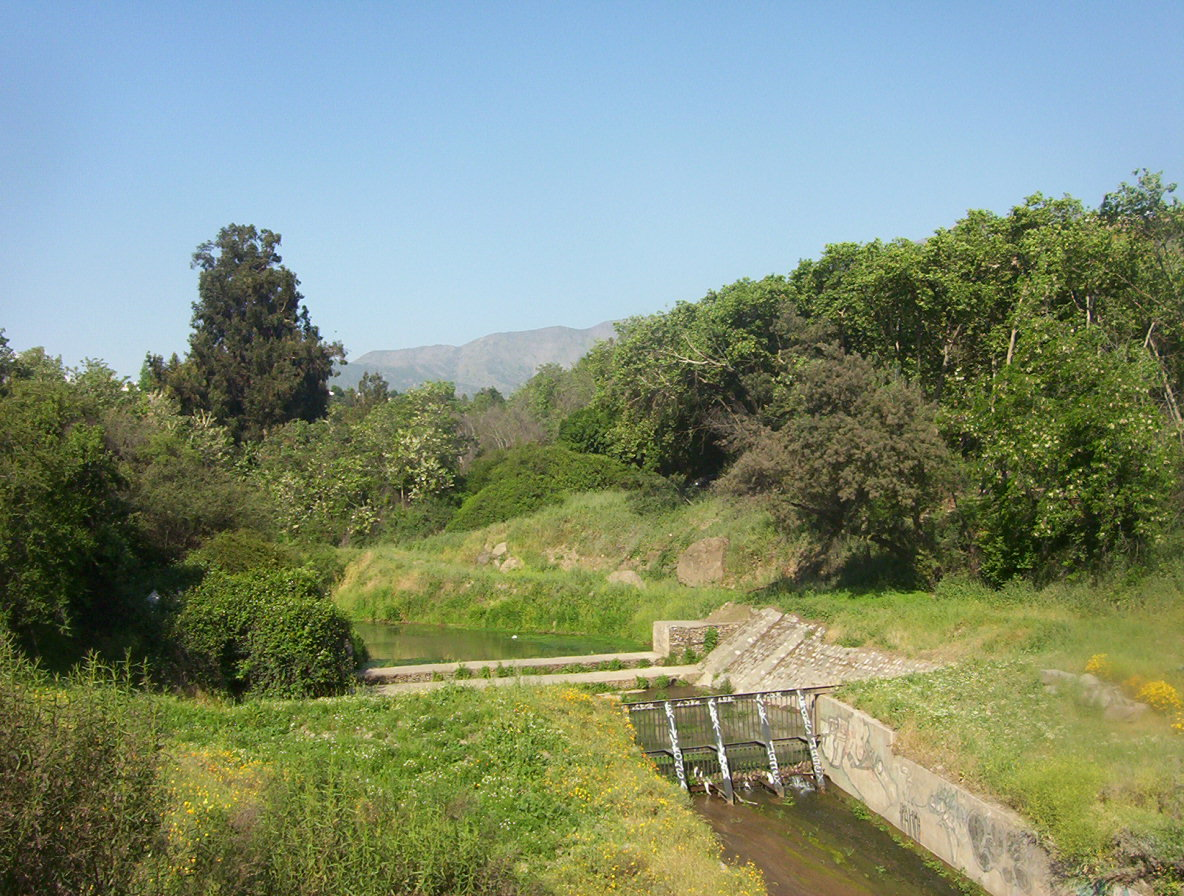
Estero Los Baños, en Apoquindo, donde estaban los baños termanles.

### Sublevación promaucae
Después de la derrota de 1541, Michimalonco cruzó Los Andes y se refugió en Cuyo, que todavía estaba en poder los incas. Pero allí cayó en la pobreza, por lo que en 1549 decidió regresar a Chile y hacer las paces con los españoles, con la esperanza de recuperar su posición en sus antiguas tierras. Al arribar, reunió a sus antiguos compañeros de armas —eran, según Mariño de Lovera, Trangolonco (su hermano o tío) y el toqui Chingaymanqui del valle de Aconcagua; los curacas de Colina, Lampa, Apoquindo, Maipún, Lipillán, Butacura, Melipilla y Puangue del valle del Maipo; y los jefes promaucaes de Cachapoal, Pico (picun), Peumo, Teno y Hualemo (Hualañé)— y, en un prolongado y fundamentado discurso, les aconsejó llegar un acuerdo general de convivencia con los españoles, pues si bien estos “son bravos en la guerra, son mansos y afables en la paz”.

“Más vale vivir en sujeción —agregó— gozando de alguna quietud y reposo que no morir como animales y dejar mujer e hijos desamparados”. Sin duda, se les iba a exigir que realizaran toda clase de trabajos en las encomiendas, pero podían impedir excesivos tributos y extorsiones “con los medios que el tiempo fuese mostrando”. Tal defensa se haría más fácil “mientras más conocida tuviéramos la condición de esta gente”, pues de ese modo “tanto mejor sabremos por dónde habemos de acometerlos”.
Michimalonko

Michimalonco prestó luego obediencia a Pedro de Valdivia, ofreciéndose en su servicio, y le pidió perdón por las alteraciones pasadas; acompañó sus palabras con unas 200 libras de oro fino y cantidad de ganado y otras cosas. Valdivia correspondió con agradecimiento los obsequios y buenos propósitos de Michimalonco, aceptando de buen grado su ofrecimiento siempre que el pueblo picunche no se opusiera a la acción evangelizadora de los misioneros, se sometiera al régimen de las encomiendas y contribuyera con mano de obra a la explotación de las minas y placeres auríferos. A todo se avino el toqui mapuche, sellando de este modo la paz entre ambos pueblos.

### Colonia
En 1578, el Cabildo de Santiago acordó construir obras para la utilización de las aguas del estero de Rabón, que fueron canalizadas y llegaron hasta el centro de la Plaza de Armas para ser utilizadas por la población. Esta misma cuenca, hoy denominada De Ramón, sigue conservando sus cualidades como fuente de recursos hídricos, un bello paisaje y una importante biodiversidad que será preservada.

### Pueblo de Indios
Hasta 1580 las tierras mapuche pertenecientes a un lof o aillarehues tenían un reconocimiento tácito de su existencia. La doctrina de la parroquia de Ñuñoa tenía la jurisdicción de los pueblos de Apoquindo, Macul e indios huaycoches.
Los mapuches de Apoquindo, dependían de los loncos Picuncahue, con su lof en el sector de Lo Fontecilla, y de Tabuncura en el sector de Las Mercedes y Mayecura. En la cuenca del valle de Santiago, las primeras mercedes se solicitaron sobre las tierras ocupadas directamente por los mapuches e inmediatas a la población indígena. En 1546 se pedían las primeras confirmaciones. Así, en los sectores conocidos como Apoquindo, Vitacura, Tobalaba, Ñuñoa y Macul se constituyeron mercedes de tierras a favor de Juan Jufré, compañero de Pedro de Valdivia, de Francisco de Aguirre, Juan Fernández de Alderete, Francisco de Villagra, Juan de Cuevas, Juan Zurbano, Francisco Raudona y Pedro González de Utrera, que correspondían a lofs y aillarehues de Ñuñoa y Macul.
Sin embargo, el avance expropiador de los hacendados, el traslado en la mano de obra a las encomiendas, la reducción de la población y el abandono productivo debido a la imposibilidad de trabajarlas por estar sirviendo obligadamente en las haciendas llevó a la necesidad de deslindarlas para determinar la propiedad indígena respecto del resto de las tierras y dejarlas sometidas al tributo real. Con este fin hubo que implementar la mensura y delimitación de terrenos, tratando de establecer su extensión y cabida, y con ello la reducción de los mapuches a los llamados pueblos de indios.
La Tasa de Gamboa, pregonada en Santiago el 8 de mayo de 1580 por el gobernador Martín Ruiz de Gamboa, daba cuenta del virtual estado de esclavitud en que se encontraban los indígenas en las encomiendas, haciendo cada vez más difícil la existencia de los pueblos de indios, por lo que dispuso que entre el río Choapa y el Maule 

“..los españoles que fueren corregidores de los dichos distritos reduzcan a pueblos los dichos indios para que vivan juntos y ordenados políticamente.
Tasa de Gamboa

En el caso del Pueblo de Apoquindo, las tierras se encontraban ocupadas por el cacique Diego Guanaquero y 37 indígenas, los que tenían una posesión reconocida de 427 cuadras (666,12 hectáreas), las que se encontraban enteramente ocupadas por el capitán Martín de Zamora, o sea, la libertad de los mapuches era nominal porque legalmente carecían de propiedad del Huelén, el cual era del cacique Huelén Huala. En el caso del pueblo de Apoquindo, la extinción fue lenta debido a que la autoridad española no reconoció derecho de herencia a los indígenas que morían y al quedar las tierras vacantes les asignaba otros moradores, concediéndose los retazos a otras personas; en 1739 parece extinguida la encomienda.

en las doctrinas de Choapa a Cauquenes, la existencia de los siguientes pueblos: Choapa, La Ligua, Quillota y Mollaca, Curimón, Aconcagua, Putaendo, Apalta, Colina, Lampa, El Salto, Huechuraba, Quilicura, Melipilla, Guachün, Llopeo, Pico, Apoquindo, Macul, Huaycoche, Tango, Aculeo, Chada, Maypo, El Principal, Malloa , Tagua Tagua, Copequén, Rapel, Colchagua, Pichidegua, Peumo, Nancagua, Teno y Rauco, Peteroa, Lora, Gualemo, Mataquito, Gonza, Ponihue, Vichuquén, Huenchullami, Duao, Rauquén, Pocoa, Putagán, Cauquenes y Chanco. Posteriormente se incluye Longomilla, donde existen numerosos asentamiento de indígenas.
Fray Gaspar de Villarroel en informe al gobernador Martín de Mújica y Buitrón

### Hacienda o chacra de Apoquindo

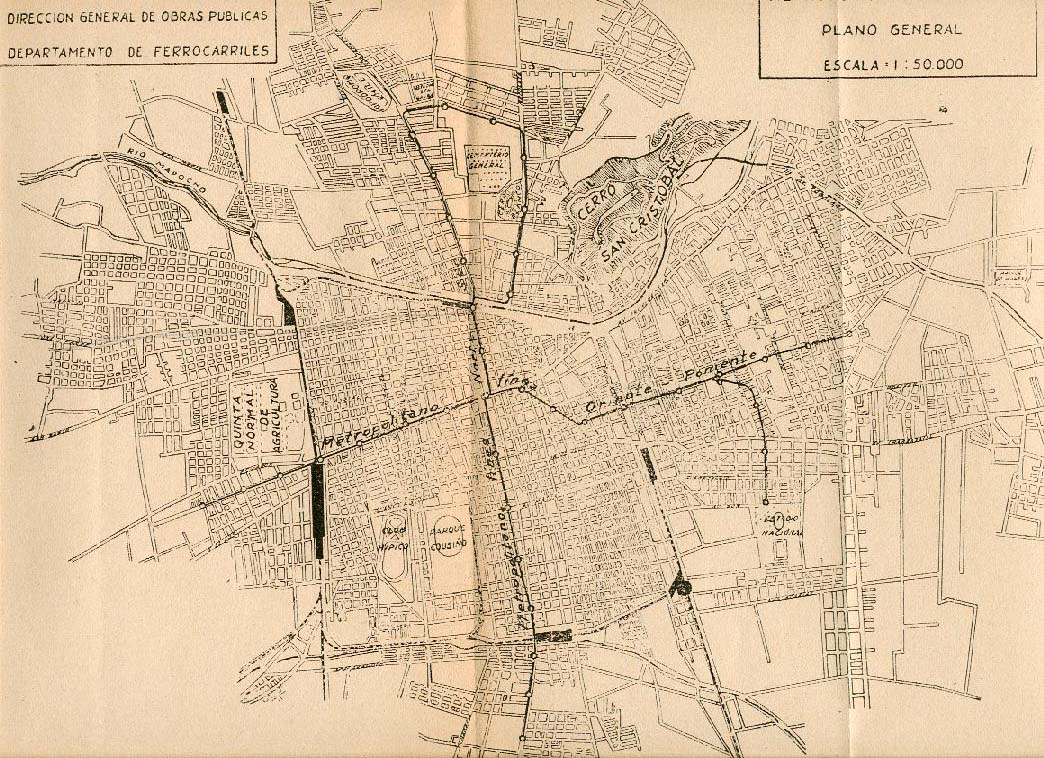
En 1944 existían muy pocas casas al oriente del canal San Carlos

Durante el siglo XVIII la Hacienda de Apoquindo fue de propiedad de la familia chilena Santa Cruz, primero de Juan Ignacio Mateo de Santa Cruz y Torres, quien fue alcalde de Santiago y después de su hijo mayor, Juan José de Santa Cruz y Silva, destacado personaje colonial chileno. En 1767 fue comprada por Antonia Portusagasti, esposa de Juan Cranisbro (del irlandés Gainsborough) quienes alhajaron ricamente la propiedad y construyeron una iglesia en memoria de sus hijos muertos en la infancia. A la muerte de Cranisbro, sin herederos, legó su casa y la iglesia a la orden de los dominicos a condición de que fundaran una casa de ejercicios para los campesinos del lugar, desmembrando la hacienda. Posteriormente esta fue rematada y adquirida por un novicio de la orden, José María Urmeneta, quien renunció a sus bienes a favor de los dominicos.

### Independencia de Chile

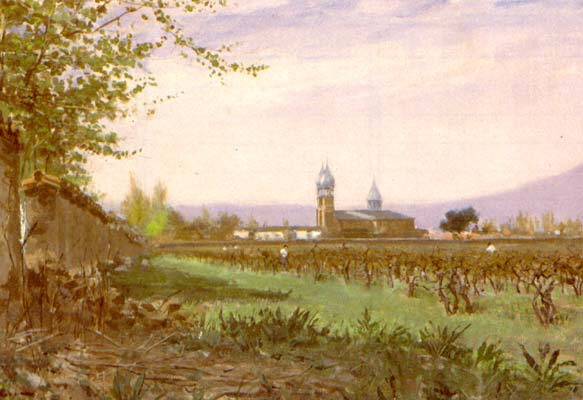
Iglesia Los Dominicos, óleo de Alberto Orrego Luco; colección Esteban Canata.

En 1811, fray Justo Santa María del Oro, prior de la orden, edificó varios claustros y alargó la antigua capilla. En época de la Patria Vieja el convento fue refugio de patriotas y cárcel para los realistas; se dice que acá Manuel Rodríguez se hizo pasar por un monje eludiendo a los españoles.

### República de Chile
En 1824 Urmeneta se secularizó y trató de recuperar la hacienda; al final llegó a un acuerdo diez años más tarde por el cual los dominicos le pagaron de 12.000 pesos por las tierras.

### Chacra o fundo de Santa Rosa de Apoquindo o Lo Coo

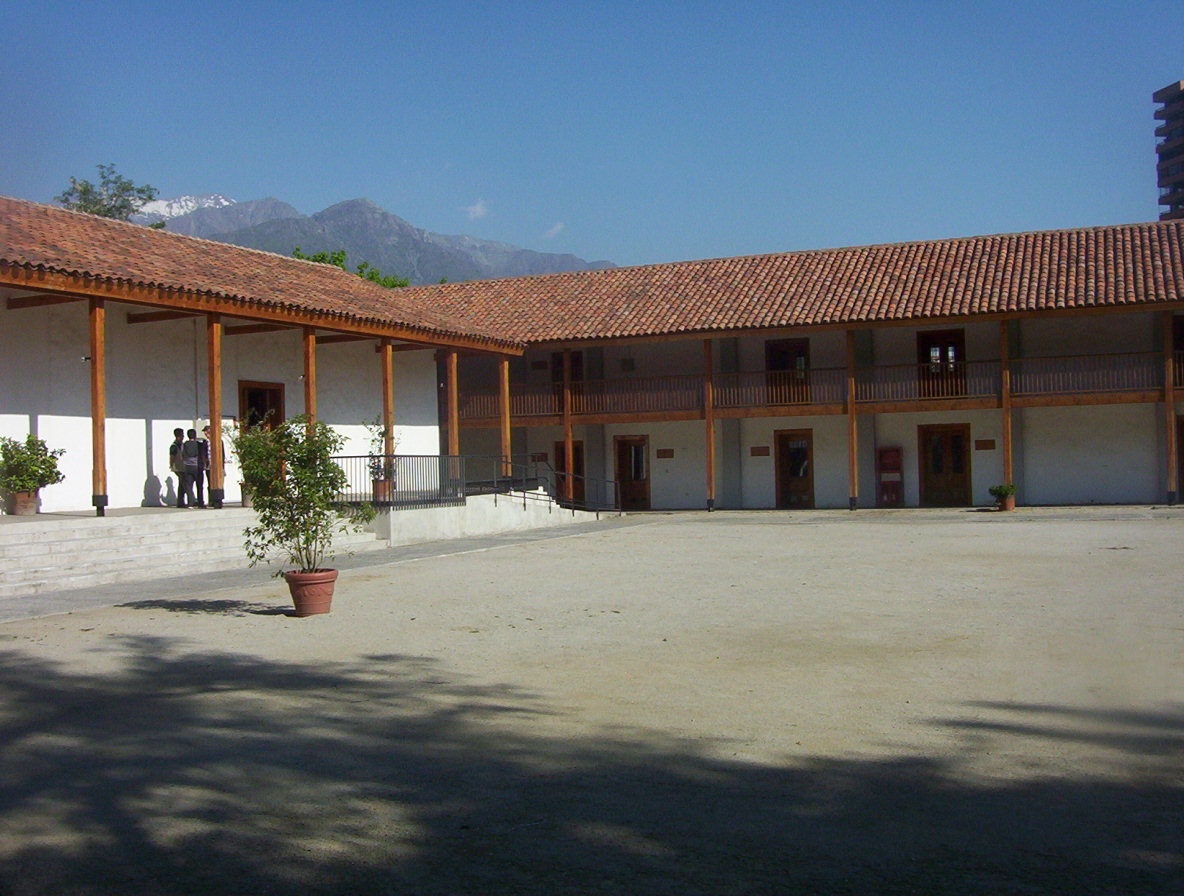
Casona de Santa Rosa de Apoquindo

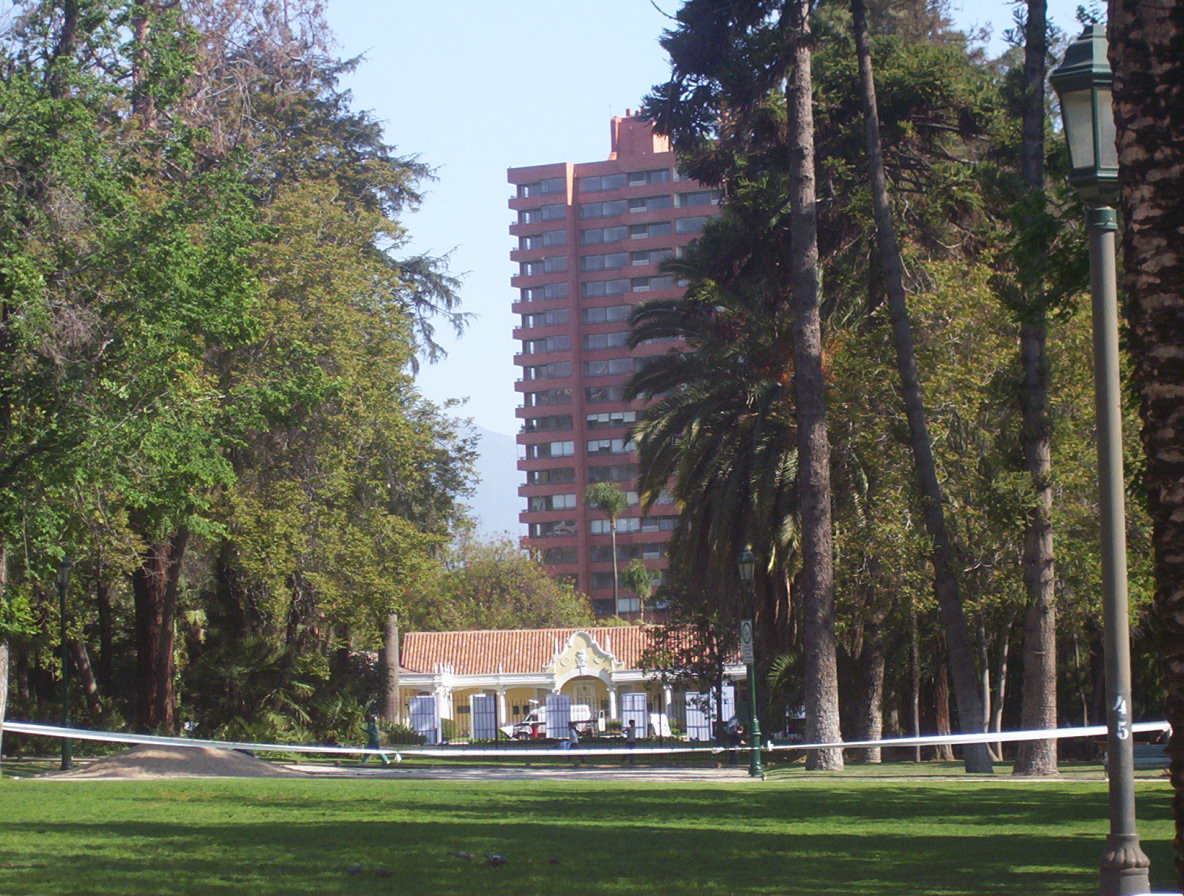
Casona de Santa Rosa de Apoquindo

El primer español a quien se hizo merced de aquellas tierras fue el visitador Juan Bautista de Ureta y Ayala en 1621; siete años más tarde, su viuda, María Ordóñez, vendió 80 cuadras al capitán Juan de Valenzuela. Ese mismo año de 1628, la chacra fue adquirida por el visitador Alonso de Pereda, quien en 1652 la vendió al alcalde y corregidor de Santiago, Juan Rudolfo Lisperguer, tío de La Quintrala. Muy pronto fue adquirida por Melchor de Cárdenas y Alcocer (1657), quien la enajenó a Francisco Díaz Pimienta y Olivares. Luego la heredó su yerno, Matías Grez Muñoz Pimentel (1726), cuyo hijo, José Antonio Grez y Díaz Pimienta, la vendió a Luis Manuel de Coo y Ureta (1795), que era nieto de Luis de Caux Ceylon, francés de Saint Maló (el apellido se castellanizó a Coo) y que se casó con María Josefa Aldunate Barahona. Sus descendientes vendieron la chacra a Gabriel Varela (1855), quien la enajenó a Ignacio Javier Ossa (1861) y este la vendió al almirante Manuel Blanco Encalada (1869). Los descendientes del almirante vendieron la chacra en 1876 a Eugenio R. Ossa, a quien finalmente le fue rematada en 1899, adjudicándosela Eugenio Guzmán Irarrázaval, quien la rebautizó como Santa Rosa de Apoquindo en honor a su mujer, Rosa Montt Montt, hija del presidente Manuel Montt. En 1919, la propiedad pasó a manos de su hijo Roberto Guzmán Montt, primer alcalde de Las Condes, y hasta 2004 fue el lugar de residencia de sus descendientes, la familia Gandarillas Guzmán, quienes donaron la construcción a la Municipalidad de dicha comuna para que se convirtiera en un museo.

### Guerra Civil de 1891

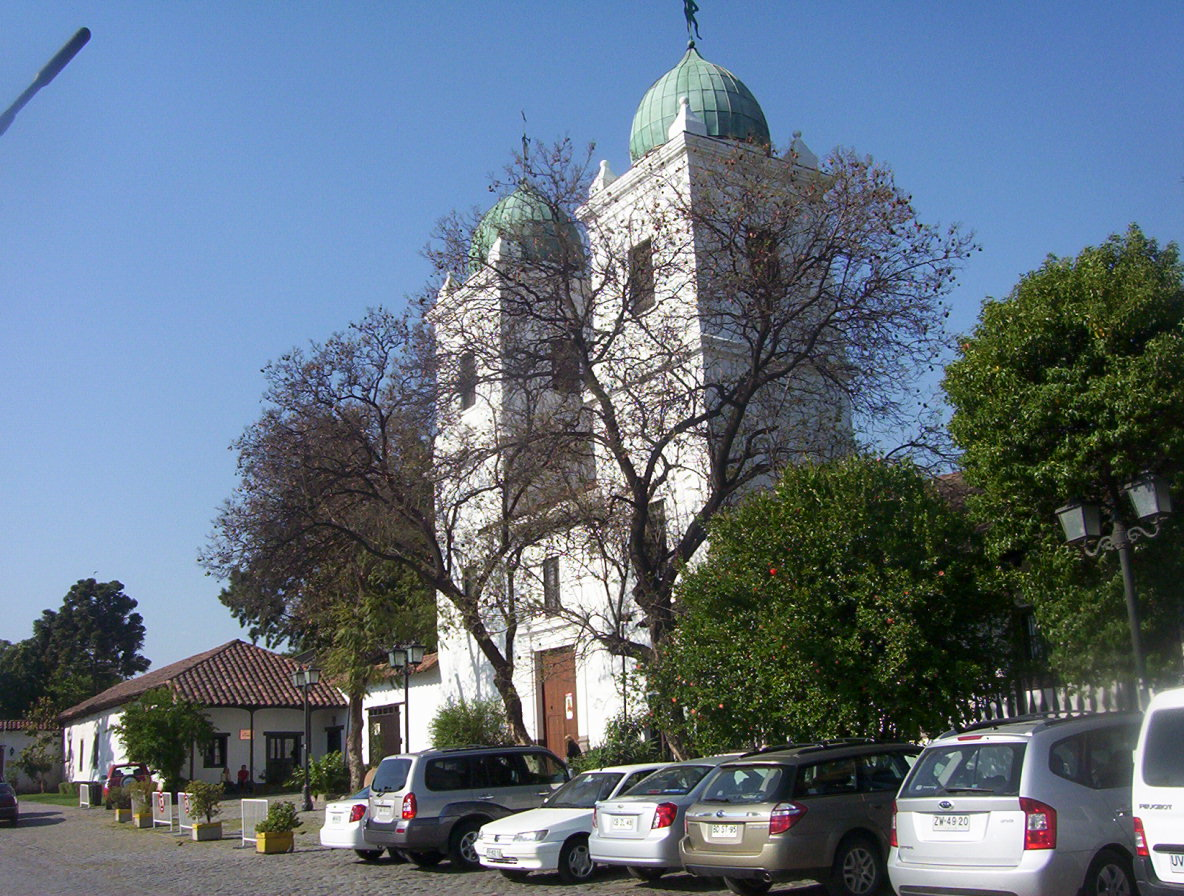
Iglesia San Vicente de Ferrer

En 1891, el convento de Los Dominicos fue usado para asilar a los perseguidos políticos de extrema derecha.[cita requerida]

### Baños de Apoquindo

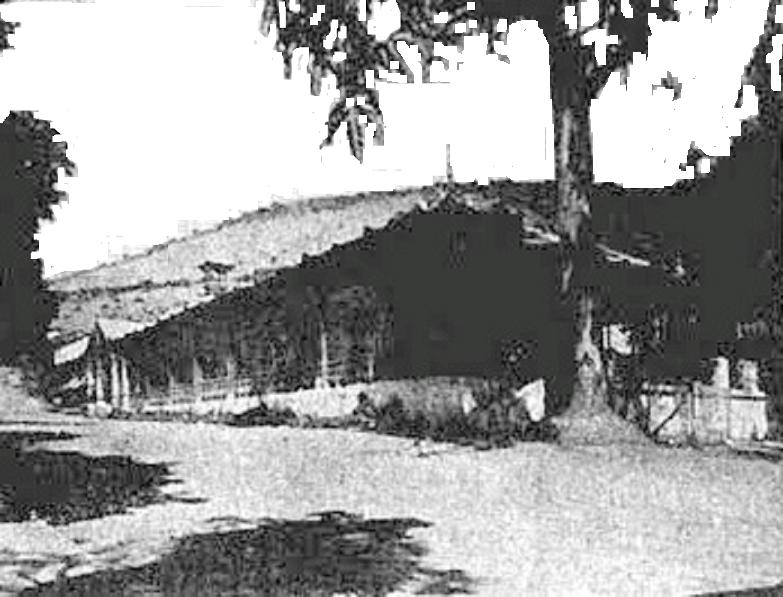
Los baños de Apoquindo en 1934

Estos baños estuvieron activos desde 1840 hasta 1942. Diversos autores los describieron, siendo el primero Tornero, en 1872, quien define 4 fuentes principales: Cañita, Piedra, Litre y Hierro. Darapsky en 1890 hace por primera vez un análisis físico químico de estas aguas. 
Ignacio Domeyko propuso que fuera construido allí un Hospital para los convelescientes del Hospital San Juan de Dios en 1850. Existen distintos relatos y algunas fotos provenientes de finales del siglo XIX y de la primera mitad del siglo XX, de que en la zona de la avenida Vital Apoquindo con la intersección de Cristóbal Colón, en los terrenos del nuevo hospital de carabineros 33°24′55″S 70°31′39″O / -33.4152675018, -70.5274050929 existió un balneario termal venido de una vertiente cordillerana. Existían avisos en la prensa, en la que se ofrecían sus baños termales y de barro. Hasta hace dos décadas aún se podían ver algunos restos de estos baños en la quebrada que queda al norte de dicho Hospital. Este lugar se denominó Baños de Apoquindo. En una época, los baños elaboraron una agua mineral llamada Vital Apoquindo, nombre que hoy tiene una avenida.
Cuando muere Rosa Montt en 1919, Roberto Guzmán Montt, se adjudicó la Casona de Santa Rosa de Apoquindo, mientras que los baños quedaron en comunidad entre los hermanos Guzmán Montt, quienes evaluaron las vertientes naturales y construyeron instalaciones para habilitarlas. Sus amigos y familiares iban a bañarse a unas piletas de piedra que se llenaban con las saludables aguas. La fuente llamada El Sapo por los locales,  era objeto de culto y peregrinaciones por sus cualidades curativas desde la época prehispánica. Se han efectuado planos de la zona en 1950.
La presencia de estos baños termales se debe a la existencia de la falla de Ramón, del tipo inverso que se encuentra activa y que atraviesa toda la zona del Apoquindo en sentido norte-sur.
A 1,5 kilómetros al sur de los baños se encontraban las instalaciones en las que se envasaba el agua mineral con el nombre de Vital Apoquindo.

### Estadio italiano
El 24 de septiembre de 1941 se fundó la Sociedad Anónima Inmobiliaria Italiana y el 5 de noviembre se eligió comprar la chacra El Carmen de Apoquindo para comenzar a dar forma al proyecto de la creación de un campo recreativo italiano.

### Festival hippie de Piedra Roja
En octubre de 1970, en el sector de la Piedra Rajada (que la prensa llamó equívocamente Piedra Roja), se realizó el primer festival hippie del país, llamado Festival de Piedra Roja. Una gran piedra, conocida como Piedra Rajada —y que estaba donde hoy se cruza la avenida El Alba con el camino Piedra Roja—, marcó el lugar. Por un error de prensa, rajada se convirtió en roja; la roca fue dinamitada en 2008 para construir casas.

### Baleo de Apoquindo
El caso Apoquindo fue una tragedia ocurrida el 21 de octubre de 1993, en la que perecieron 8 personas a consecuencia del tiroteo que estalló luego de que militantes del Movimiento Juvenil Lautaro asaltaran un banco en la avenida Apoquindo, donde mataron al vigilante del edificio. El enfrentamiento con la policía, que interceptó el microbús en el que los lautaristas huían, dejó un saldo de siete muertos —3 asaltantes, 3 pasajeros del bus y un uniformado policial—, además de 12 heridos.